# Alexandr Kislicyn
Aleksandr Aleksandrovič Kislicyn (rusky Александр Александрович Кислицын; * 8. března 1986, Karaganda, Kazašská SSR, SSSR) je kazašský fotbalový obránce a reprezentant, momentálně hráč klubu FK Kajrat Almaty.

## Reprezentační kariéra
V A-mužstvu reprezentace Kazachstánu debutoval 11. 10. 2008 v Londýně v kvalifikačním zápase proti Anglii (prohra 1:5).